# Рас-Хафун
Рас-Хафу́н (сомал. Ras Xaafuun) — низколежащий африканский мыс 40 км длиной на севере государства Сомали. Выдаётся в Индийский океан. Заселён преимущественно османскими мамудами и является крайней восточной точкой Африки.

## Современный Хафун
Сегодня население Хафуна составляет около 2500 рыбаков. 26 декабря 2004 года город был разрушен цунами, вызванным землетрясением в Индийском океане 2004 года. Это была наиболее пострадавшая область континента и единственное место, расположенное западнее Индийского субконтинента, где волны отходили от берега, чтобы затем обрушиться на него же. Низколежащая западная часть города (который находится примерно в 2 метрах над уровнем моря), была затоплена. 813 домов были разрушены, а ещё 432, как сообщается, повреждены. Из под завалов было извлечено 19 тел, а 140 (по новым данным) жителей по отчётам пропало без вести. Части песчаной косы, соединённой с Рас-Хафуном, были затоплены, но сама коса не подтоплена волнами.